# Vilayet albanese

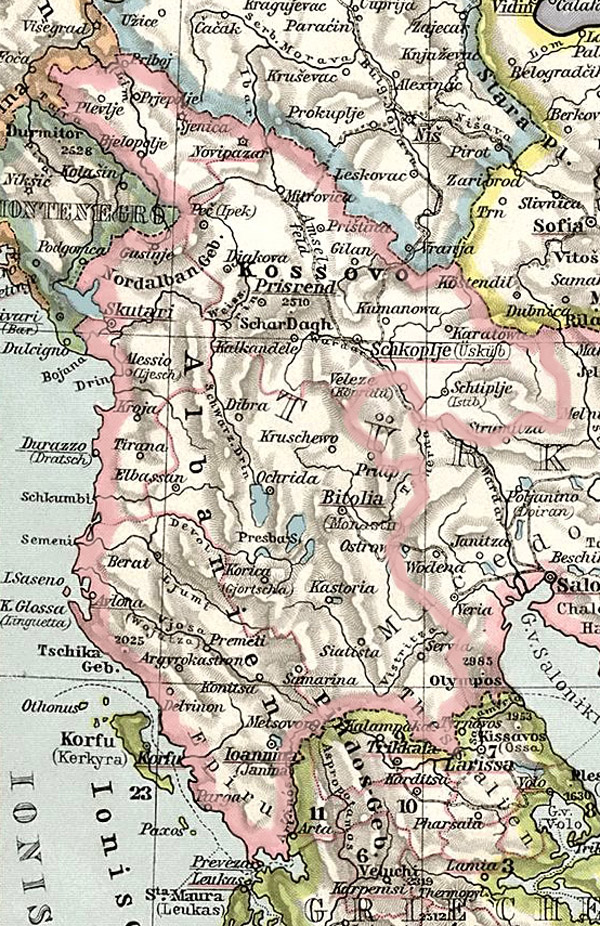
I 4 vilayet ottomani (Kosovo, Scutari, Monastir e Ioannina), proposero di formare il Vilayet albanese

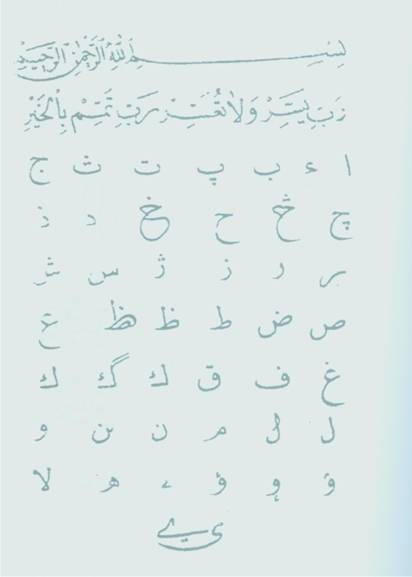
Alfabeto albanese Abjad chiamato Elifbaja, del periodo ottomano.

Il Vilayet albanese (in turco-ottomano ولايت ارناود, Vilâyet-i Arnavid) fu un progetto per la creazione di un vilayet dell'Impero ottomano nella penisola balcanica occidentale, che doveva includere i quattro vilayet ottomani con consistenti popolazioni di etnia albanese: il Vilayet del Kosovo, il Vilayet di Scutari, il Vilayet di Monastir e il Vilayet di Giannina. In alcune proposte includeva anche il Vilayet di Salonicco. La creazione del Vilayet fu confermata nel settembre 1912 ma i negoziati furono interrotti un mese dopo, in ottobre, all'inizio della prima guerra balcanica. I piani per un vilayet albanese furono abbandonati con la spartizione dell'Albania.
Un grande vilayet albanese separato faceva parte dell'agenda di molte organizzazioni e società albanesi fin dal 1877, durante il periodo noto come il risveglio nazionale albanese. L'istituzione di un tale vilayet fu concordata tra i ribelli albanesi e i rappresentanti autorizzati del governo ottomano il 4 settembre 1912, a seguito della rivolta albanese del 1912. Subito dopo quell'accordo, tuttavia, scoppiò la prima guerra balcanica e la maggior parte del restante territorio europeo dell'Impero ottomano fu occupato dagli stati membri della Lega balcanica. Dopo la conquista di Skopje da parte dell'esercito del Regno di Serbia, Ismail Qemali invitò un gruppo di albanesi di tutti e quattro i vilayet ottomani che erano concordi per l'unione in un Vilayet albanese, a partecipare a un Congresso panalbanese a Valona. Lì dichiararono l'indipendenza il 28 novembre 1912 e istituirono il governo provvisorio dell'Albania.
Gli stessi territori furono rivendicati dalle nazioni della regione che avevano già elevato la loro progressione nazionale a uno stato indipendente: il Vilayet di Scutari fu rivendicato da serbi e montenegrini, il Vilayet del Kosovo da serbi, montenegrini e bulgari, il Vilayet di Monastir da serbi, greci e bulgari e il Vilayet di Giannina dai greci. A poche settimane dall'inizio della prima guerra balcanica, la maggior parte dei territori destinati al Vilayet albanese era nelle mani degli stati membri della Lega balcanica, giuridicamente come condominio. Le ultime frontiere tra i membri della Lega balcanica e il nuovo Principato d'Albania furono decise dai trattati di Londra e Bucarest, e ignorarono le frontiere del proposto Vilayet albanese, lasciando consistenti popolazioni albanesi al di fuori dal nuovo stato-nazione albanese.

## Eventi

### Comitato centrale per la difesa dei diritti albanesi
Il Comitato centrale per la difesa dei diritti albanesi fu un'organizzazione fondata nel 1877 nella città di Istanbul, nell'Impero ottomano, da un influente gruppo di intellettuali, patrioti e politici albanesi, come Sami Frashëri, Vaso Pasha, Abdyl Frashëri e molti altri. Il presidente del Comitato era Abdyl Frashëri.
Questo Comitato pubblicò l'idea di unire i vilayet di Monastir, Scutari, Kosovo e Giannina in un vilayet albanese nel giornale Tercüman-ı Hakikat. Contrariamente a quanto si dice spesso, una rivendicazione di territori includeva anche il Vilayet di Salonicco.

### Lega di Prizren, 1878
La Lega di Prizren fu un'organizzazione politica albanese fondata il 10 giugno 1878 a Prizren, nella provincia ottomana del Kosovo (vilayet). La posizione iniziale della lega, basata sulla solidarietà religiosa dei proprietari terrieri e delle persone legate all'amministrazione ottomana e alle autorità religiose, fu motivo per nominare la lega "Il Comitato dei veri musulmani" in albanese Komiteti i Myslimanëve të Vërtetë) Sulla prima riunione della lega fu scritto un memorandum decisionale (kararname) che non menzionava le riforme, l'autonomia o l'unione dei vilayet popolati albanesi in un vilayet.
Subito dopo la prima riunione, l'organizzazione, adottò un nuovo ordine del giorno, sotto l'influenza di Abdyl Frashëri, che includeva l'istituzione del Vilayet albanese. Non fu un appello all'indipendenza albanese, o all'autonomia all'interno dell'Impero ottomano ma, come proposto da Pashko Vasa, semplicemente l'unificazione di tutti i territori di lingua albanese all'interno di un vilayet.
Il Tercümân-i-Şark (L'interprete orientale, giornali che fornivano una copertura dettagliata sugli eventi nell'area popolata albanese), di cui Sami Frashëri era membro dello staff, riferiva sugli eventi nell'area popolata albanese (in turco Arnavudluk) e sulla società unionista (in turco cemiyet-i ittihadiye) stabilito dai delegati della Lega di Prizren.

### Lega di Peja, 1899
La Lega di Peja (in albanese Lidhja e Pejës) fu un'organizzazione politica albanese fondata nel 1899 nella città di Pejë (Peć), in Kosovo. Era guidata da Haxhi Zeka, un ex membro della Lega di Prizren e condivideva la stessa piattaforma alla ricerca di un vilayet albanese autonomo all'interno dell'Impero ottomano. I membri della lega era divisi in due gruppi. Il primo gruppo erano membri conservatori e più moderati e volevano che i cinque vilayet (incluso anche il Vilayet di Salonicco) fossero uniti nel vilayet albanese. Il secondo gruppo di membri erano più radicali e volevano la piena autonomia amministrativa per i quattro vilayet uniti nel vilayet albanese.

### Rivolta albanese del 1912

La bandiera dell'Autonoma Albanese Vilayet

La rivolta albanese del 1912 fu una delle tante rivolte albanesi nell'Impero ottomano e durò da gennaio ad agosto 1912. La rivolta iniziò nella parte occidentale del Vilayet del Kosovo e fu guidata da Hasan Pristina, Nexhip Draga, Bajram Curri, Riza Bey e altri. Hasan Prishtina, che si trovava nel vilayet del Kosovo durante la rivolta, e Ismail Qemali che era in Europa per raccogliere le armi e il denaro, tentarono di convincere l'opinione pubblica europea della causa della rivolta e mantennero le comunicazioni attraverso il consolato britannico a Skopje. Essad Pasha Toptani obbligò sé stesso a organizzare la rivolta nell'Albania centrale e a Mirdita.
Dopo una serie di successi, i ribelli albanesi riuscirono a conquistare la città di Skopje, il centro amministrativo del Vilayet del Kosovo durante il dominio ottomano. La rivolta terminò quando il governo ottomano accettò tutte le richieste (ignorando solo l'ultima, ovvero la corte marziale per gli ufficiali ottomani che tentarono di reprimere la rivolta) il 4 settembre 1912.

#### Elenco delle richieste accettate

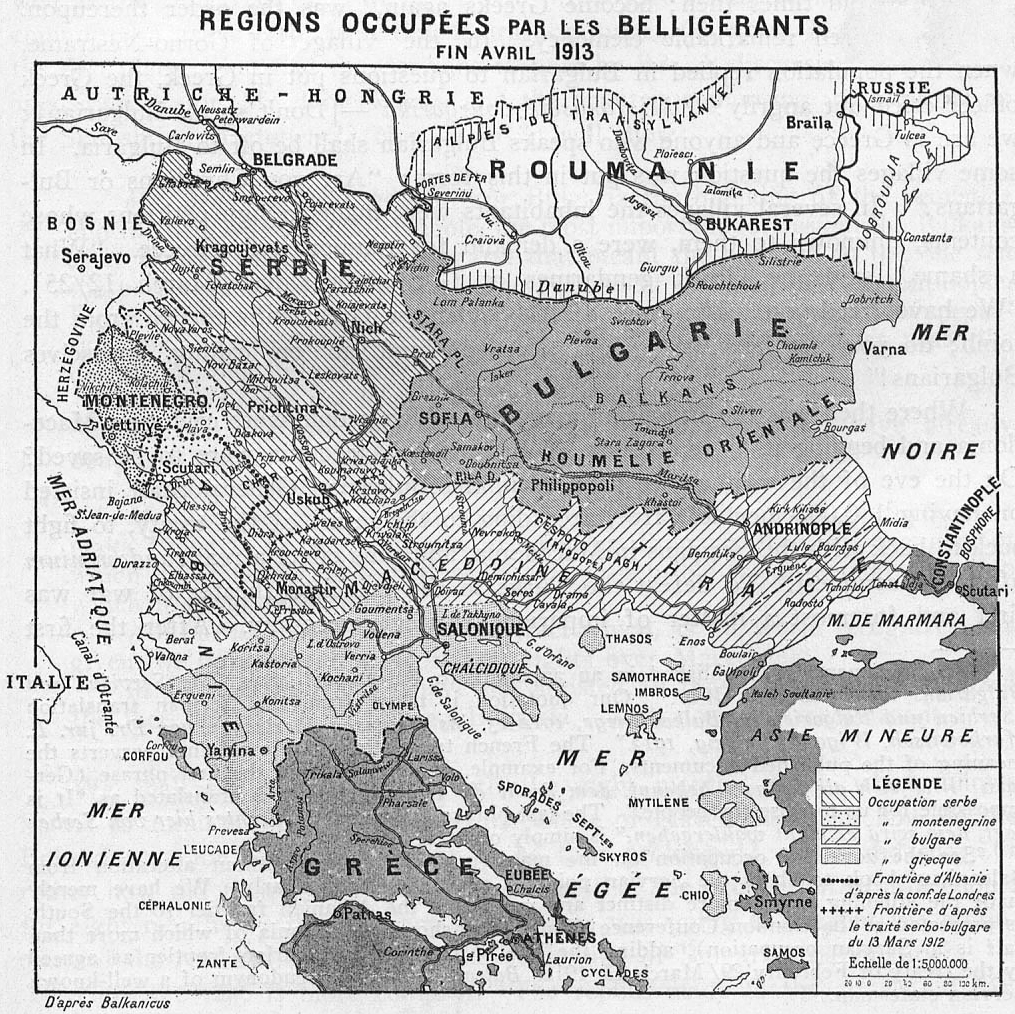
Territorio conquistato nella prima guerra balcanica.

Il 9 agosto 1912 i ribelli albanesi presentarono un nuovo elenco di richieste (il cosiddetto elenco dei quattordici punti ) relative al vilayet albanese che può essere riassunto come segue:
- Sistema autonomo di amministrazione e giustizia
- Prestazione degli albanesi al servizio militare solo nel territorio dei quattro vilayeti, tranne in tempo di guerra
- Impiego dei funzionari che conoscono la lingua e i costumi locali, ma non necessariamente albanesi,
- Istituzione di nuovi licei e scuole agrarie nei distretti più grandi
- Riorganizzazione e ammodernamento delle scuole religiose e uso della lingua albanese nelle scuole secolari
- Libertà di istituire scuole e società private
- Lo sviluppo del commercio, dell'agricoltura e dei lavori pubblici
- Amnistia generale per tutti gli albanesi coinvolti nella rivolta
- Corte marziale per quegli ufficiali ottomani che hanno tentato di reprimere la rivolta

Il governo ottomano pose fine alle rivolte albanesi accettando tutte le richieste (ignorando solo l'ultima) il 4 settembre 1912. Hasan Prishtina stava progettando di avviare una nuova rivolta in tre o quattro mesi, perché il suo obiettivo principale non era l'autonomia ma l'indipendenza del Vilayet albanese. Tuttavia la prima guerra balcanica scoppiò presto e distrusse i suoi piani.

### Prima guerra balcanica

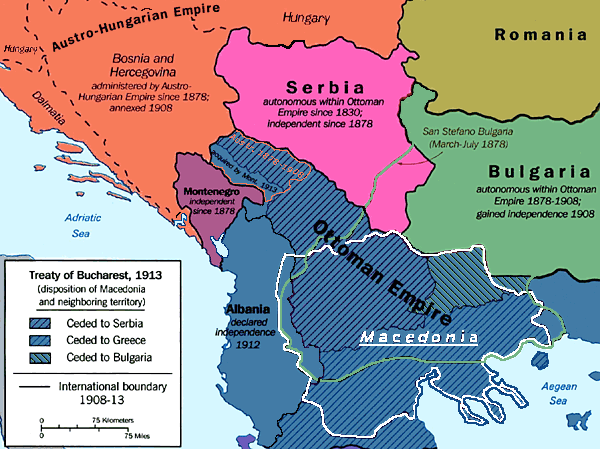
Disposizione dei territori occupati durante le guerre balcaniche secondo il Trattato di Bucarest (1913).

Quando scoppiò la prima guerra balcanica, i membri della Lega balcanica conquistarono la maggior parte del territorio che era stato promesso essere il Vilayet albanese nel periodo ottobre-dicembre 1912. Gli alleati balcanici pianificarono la spartizione del territorio europeo dell'Impero ottomano tra di loro e nel frattempo fu stabilito che il territorio conquistato avesse lo status giuridico di condominio. Il destino finale del territorio conquistato doveva essere deciso dal Trattato di Londra e dal Trattato di Bucarest.

### Dichiarazione di indipendenza albanese
Quando l'esercito del Regno di Serbia vinse la battaglia di Kumanovo e conquistò Skopje e quando l'esercito bulgaro catturò Kırk Kilise, all'inizio della prima guerra balcanica, Ismail Qemali decise di inviare telegrammi agli albanesi dal Vilayet albanese per venire al congresso a Valona il 28 novembre 1912. Fu dichiarata l'indipendenza e fu istituito un governo provvisorio.

### Trattati di Londra e Bucarest
I trattati di Londra e Bucarest si occuparono degli adeguamenti territoriali derivanti dalla conclusione delle guerre balcaniche. Le frontiere del neo istituito Principato d'Albania comprendevano solo la parte del territorio del vilayet albanese mentre la sua parte più grande divenne parte degli stati slavi e della Grecia (Lega dei Balcani). Il Regno di Bulgaria perse le parti conquistate del vilayet albanese durante la seconda guerra balcanica.